# Leo Proost

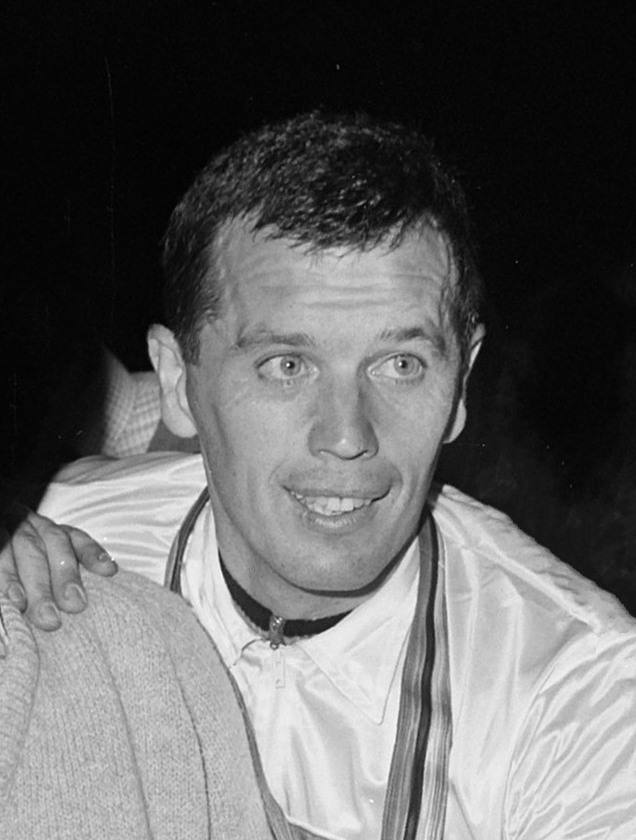
Leo Proost um 1967

Leo Proost (* 1. November 1933 in Oud-Turnhout; † 24. Mai 2016 in Turnhout) war ein belgischer Radrennfahrer und dreifacher Steher-Weltmeister.
Leo Proost, dessen Profi-Laufbahn von 1956 bis 1973 dauerte, war in dieser Zeit einer der vielseitigsten Bahnradsportler Belgiens. Noch als Amateur wurde er 1956 Belgischer Meister im Zweier-Mannschaftsfahren mit Clément Leemans und Dritter in der Einerverfolgung. In den folgenden Jahren wurde er sechsmal Belgischer Meister der Profi-Steher und einmal im Dernyrennen.
1963, 1967 und 1968 wurde Proost Weltmeister der Profi-Steher, 1964 Vize-Weltmeister, und 1966 belegte er den dritten Platz. 1965 wurde Proost Europameister der Steher.
Leo Proost startete auch bei 28 Sechstagerennen; 1963 konnte er das von Antwerpen gemeinsam mit Rik Van Steenbergen und dessen Schwiegersohn Palle Lykke gewinnen.